# Per Brahe de Jonge

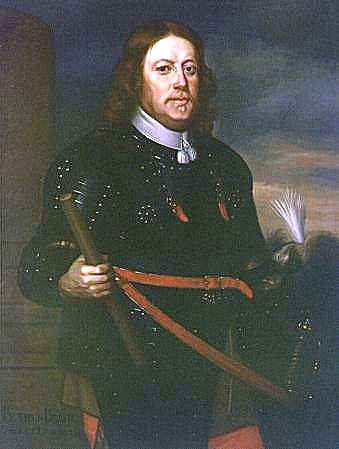
Per Brahe de jonge

Per Brahe de Jonge (18 februari 1602 op Slot Rydboholm - 2 september 1680) was Landdrost van Zweden, graaf van Visingsborg en generaal-gouverneur van Finland.
Hij was een kleinzoon van Per Brahe de Oude, een belangrijke raadsman van Gustaaf I van Zweden. Per Brahe groeide op in het koninklijk slot Rydboholm. Na zijn opleiding reisde hij een aantal jaren rond, waarna hij in 1626 raadsheer van Gustaf Adolf werd, met wie hij tot diens dood in 1632 nauw bevriend was.
Hij vocht drie jaar lang in het Koninklijk Pruisen tijdens de Pools-Zweedse Oorlogen (1626-1629) en ook in Duitsland als kolonel van de cavalerie. Na het overlijden van Gustaf Adolf in 1632 trok Brahe zich gedeeltelijk terug uit zijn militaire carrière en legde zich meer toe op het politieke vlak. Hij werd in 1630 verkozen tot landdrost of landmaarschalk. In 1652 stichtte hij recht tegenover kasteel Visingsborg op de oostoever van het Vättermeer het stadje Gränna, dat in het begin Brahe-Gränna heette.
Van 1648 tot 1654 was Brahe generaal-gouverneur van Finland. Onder zijn gezag werd er een tiental steden gesticht (o.a. Lappeenranta, Kristinestad, Kajaani, Hamina en Raahe (dat naar hem werd vernoemd als Brahestad). Hij was tevens oprichter van de Koninklijke Academie van Turku, thans de Universiteit van Helsinki.
Na de dood van koning Karel X Gustaaf van Zweden in 1660 werd Brahe voor de tweede keer regent van Zweden (hij was dit al in 1634-1644 voor de nog minderjarige Christina). Tijdens deze periode bouwde hij het kasteel Visingsborg verder uit. Hij had ook het bezit over Brahehus Slott bij Gränna. In 1680 overleed de graaf zonder enig nageslacht op het slot Borgesund in Uppland. Kort na zijn dood nam Karel XI van Zweden het graafschap op in het koninklijk domein.